# Diapositiva

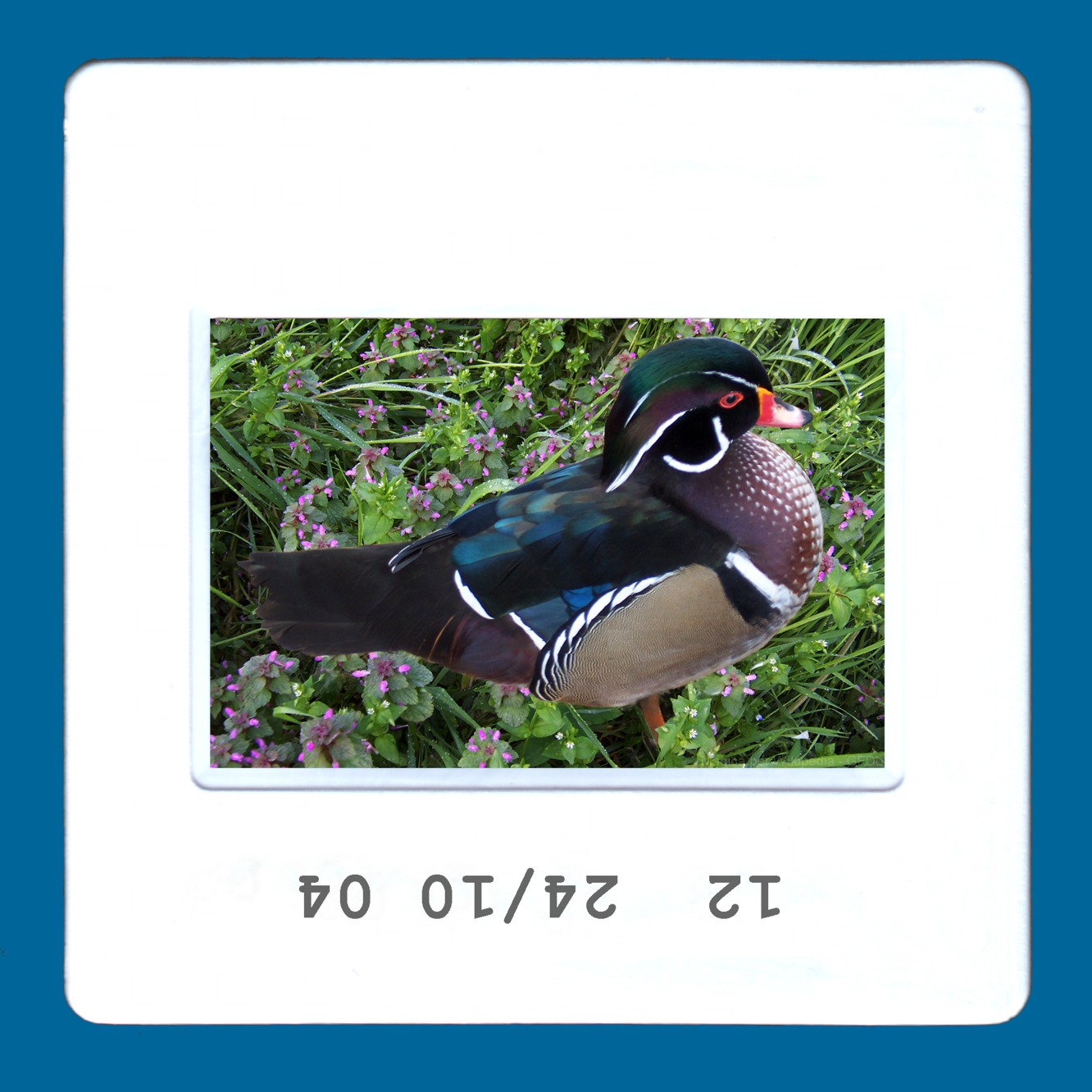
Diapositiva 35mm a colori montata su telaietto

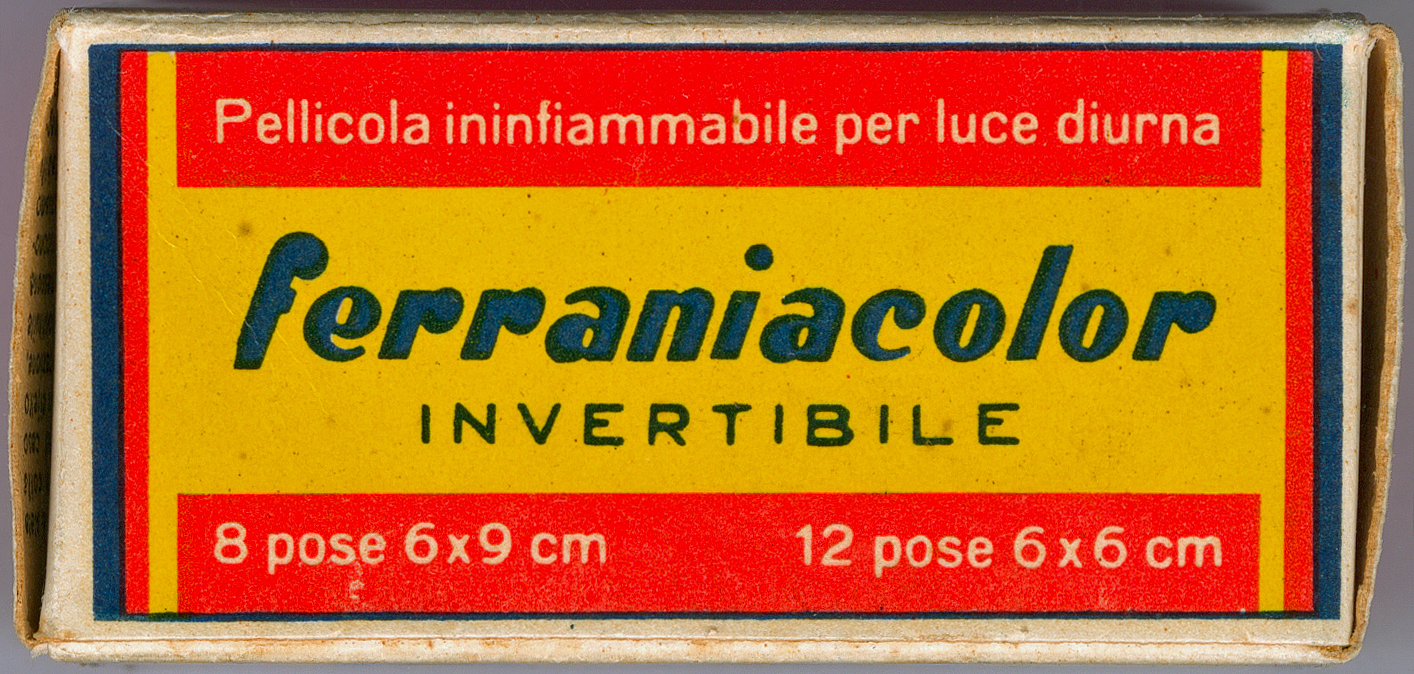
Pellicola invertibile Ferraniacolor, 1957

La diapositiva è un'immagine fotografica positiva in bianco e nero o a colori su un supporto trasparente.

## Descrizione
Il suo nome deriva da dia, cioè "attraverso", e positiva: infatti per poterla osservare occorre che la luce la attraversi. Come sinonimo di diapositiva si usa a volte trasparenza (da transparency), anche se spesso si preferisce riservare questo secondo termine alle immagini di medio e grande formato e il primo termine alle immagini di piccolo formato, normalmente intelaiate cioè montate su un telaietto, solitamente in plastica o cartone.
Una diapositiva può essere osservata sia per trasparenza, direttamente o tramite un ausilio tecnico (visore, ingranditore o schermo retroilluminato), sia per proiezione. Le diapositive in bianco e nero sono ottenute sottoponendo una pellicola ad inversione in fase di sviluppo. Le diapositive a colori possono essere ottenute seguendo i due principi della sintesi additiva e della sintesi sottrattiva.
Quelle a sintesi additiva hanno ormai valore storico, non essendo attualmente prodotte su scala industriale. A questo tipo fa riferimento il primo processo a colori, l'Autocromia (o Autochrome) dei fratelli Auguste e Louis Lumière. In questo tipo di procedimento si usava un'emulsione monocromatica ricoperta di un finissimo strato di granuli di fecola di patate colorati. I granuli funzionavano da filtri sia nella ripresa sia nella visione dell'immagine. Il principio è stato poi ripreso nel 1985 dalla Polaroid per la sua pellicola 35 millimetri invertibile istantanea Polapan, in cui il ruolo dei granuli di fecola veniva svolto da una trama di sottilissime righe rosse verdi e blu.
Si basava invece sulla sintesi sottrattiva una delle pellicole invertibili più apprezzate dai professionisti: il Kodachrome che si distingueva per la precisione e naturalezza dei colori, nonché per il quasi inesistente degrado nel tempo dell'immagine. Tuttavia la sua struttura, diversa da quella delle usuali pellicole a colori a copulanti cromogeni, richiedeva un procedimento di sviluppo molto complesso, denominato Kodak K-14 e caratterizzato dal fatto che i coloranti non erano presenti nell'emulsione, ma venivano aggiunti in fase di sviluppo. La complessità del trattamento faceva sì che le pellicole potessero essere trattate solo da pochi laboratori appositamente attrezzati. Il 22 giugno del 2009 la Kodak comunicò la cessazione definitiva della produzione di questa pellicola, le ultime scorte di Kodachrome si potevano sviluppare con questo processo solo presso un laboratorio statunitense, lo sviluppo dell'ultimo rullino avvenne il 30 dicembre 2010.
Alternative al Kodakrome sono le pellicole invertibili a copulanti cromogeni che vengono sviluppate col cosiddetto processo E-6. Ne sono stati prodotti moltissimi tipi dalle diverse case produttrici, in genere contraddistinte da suffisso "-chrome". Ricordiamo l'Ektachrome (Kodak), l'Agfachrome (Agfa), Fujichrome e Velvia (Fujifilm), quest'ultima ritenuta la migliore rivale del Kodachrome. Queste pellicole, pur avendo negli ultimi anni raggiunto livelli di precisione e di conservazione simili al Kodachrome, davano risultati qualitivamente inferiori e soffrivano in modo notevole del degrado dei colori anche dopo appena 10 anni. Hanno però goduto di una ampia diffusione, soprattutto nel mercato dei fotografi dilettanti e amatoriali, grazie anche al loro basso prezzo e al vantaggio di venire sviluppate da qualsiasi laboratorio fotografico.

## Processo di sviluppo
Si possono ottenere diapositive in bianco e nero o a colori sia direttamente, usando un materiale che produce un'immagine positiva come una pellicola invertibile o un materiale a distruzione di coloranti tipo l'Ilfochrome, sia stampando un negativo a colori su pellicola negativa a colori.
Attualmente sono reperibili pellicole invertibili di vario tipo, varie sensibilità e varie caratteristiche colorimetriche, tutte da sviluppare con il processo E6.

## Applicazioni in stereoscopia

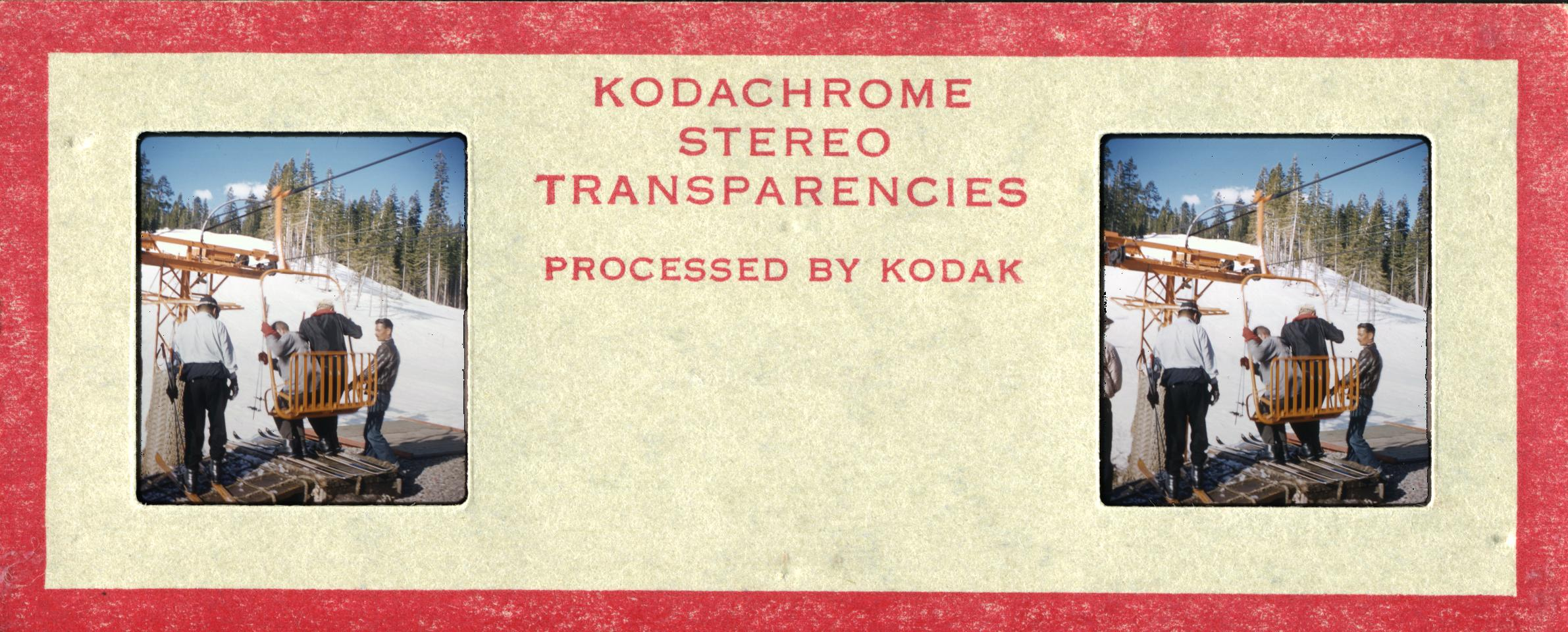
Telaietto Kodak del 1957 con diapositiva stereoscopica

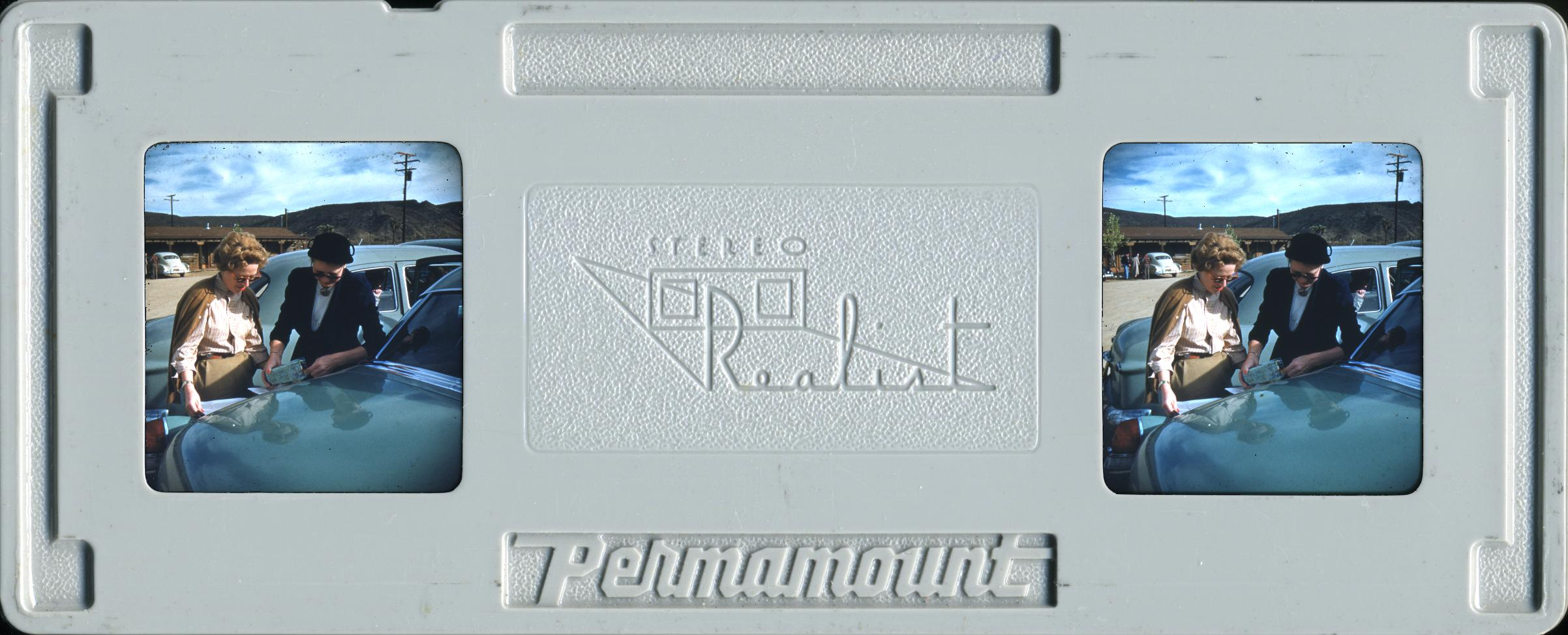
Telaietto del servizio di sviluppo Realist, operante ad Hollywood

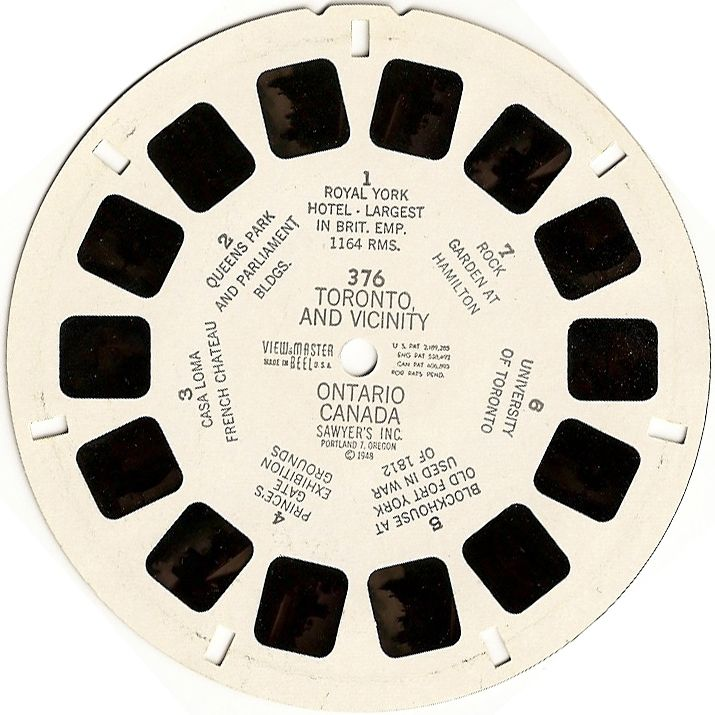
Dischetto per il sistema View-Master

In stereoscopia la diapositiva è stata ampiamente sfruttata durante tutto il 1900 come supporto per la riproduzione di immagini stereoscopiche.
Dopo la sua introduzione sul mercato, viene infatti sfruttata nel 1913 dalla fotocamera stereoscopica Homeos, che per prima adotta questo formato di supporto sensibile, e nel 1920 anche dalle nuove Leica.
A sfruttare commercialmente questo supporto per primo è però il sistema Tru-Vue, che riproduce fotografie stereoscopiche su strisce di pellicola diapositiva a 35 millimetri in bianco e nero, commercializzandole con il nome di filmstrip. Nel 1951, una volta acquistato dalla rivale Sawyer's, il Tru-Vue introduce le stereocard, un sistema a schede rettangolari che montano 7 coppie di diapositive stereoscopiche 16 millimetri.
Il passo successivo sarà il sistema View-Master, che si impadronirà del mercato a partire dal 1939 commercializzando 7 coppie di diapositive a colori 8 millimetri intelaiate in dischetti di cartoncino e alluminio: i View-Master reels. La fortuna di questo sistema è tale che ben presto la Sawyer's, casa proprietaria del View-Master, assorbirà la stessa Tru-Vue, che cesserà completamente la propria attività tra la seconda la metà degli anni sessanta e l'inizio dei settanta, mentre il View-Master rimarrà sul mercato, tra alti e bassi e passaggi di proprietà, fino ai giorni nostri.
Tru-Vue e View-Master sono i nomi più celebri e i pionieri di questo sistema, ma numerosi altri sono gli stereoscopi che nel corso del XX secolo utilizzano diapositive come supporto per la visione di immagini stereoscopiche, tra di essi ci sono imitazioni e sistemi similari ai due pionieri dello stereoscopio a diapositive.
Numerosi sono poi i formati di diapositiva per produrre le proprie immagini stereoscopiche e i relativi visori associati: negli Stati Uniti d'America ebbe molto successo il sistema Stereo Realist durante gli anni cinquanta e sessanta. La stessa View-Master produrrà un proprio sistema denominato View-Master Personal, per produrre amatorialmente i propri dischetti stereoscopici. Altre case produttrici, come la già citata Homeos, metteranno in commercio i visori per le diapositive realizzate con le fotocamere del medesimo sistema, oltre a telaietti in cui inserire le diapositive da visualizzare.